# Carlos Manta
Carlos Alberto Manta Berio (Montevideo, Uruguay; 17 de noviembre de 1953) es un exfutbolista, director técnico y comentarista deportivo uruguayo. Jugaba como arquero y su primer equipo fue Defensor Sporting. Su último club antes de retirarse fue Sportivo Italiano de Argentina. 
Actualmente es presidente del Plaza Colonia de la Primera División Uruguaya, como también miembro del comité ejecutivo de la Asociación Uruguaya de Fútbol (AUF). 

## Trayectoria
Entre 2018 y 2022 formó parte del directorio de Plaza Colonia, siendo gerente deportivo y tomando otros cargos administrativos a la vez. 

## Clubes

### Como jugador
| Club                      | País      | Año       |
| ------------------------- | --------- | --------- |
| Defensor Sporting         | Uruguay   | 1971-1973 |
| Miramar Misiones          | Uruguay   | 1974-1982 |
| River Plate de Montevideo | Uruguay   | 1982-1983 |
| Rentistas                 | Uruguay   | 1983-1984 |
| Rampla Juniors            | Uruguay   | 1984-1985 |
| Sportivo Italiano         | Argentina | 1985-1986 |

### Como entrenador
| Club                | País     | Año       |
| ------------------- | -------- | --------- |
| Danubio             | Uruguay  | 1992      |
| Rentistas           | Uruguay  | 1993-1994 |
| Rampla Juniors      | Uruguay  | 1995      |
| Rentistas           | Uruguay  | 1996      |
| Miramar Misiones    | Uruguay  | 1997      |
| Deportivo Maldonado | Uruguay  | 1998      |
| Central Español     | Uruguay  | 1998      |
| Racing Club         | Uruguay  | 1999      |
| Paysandú            | Uruguay  | 2000-2001 |
| Deportivo Colonia   | Uruguay  | 2002-2004 |
| Rentistas           | Uruguay  | 2004-2006 |
| Tacuarembó          | Uruguay  | 2006      |
| Liverpool           | Uruguay  | 2007      |
| Bella Vista         | Uruguay  | 2008      |
| Tacuarembó          | Uruguay  | 2009      |
| Melgar              | Perú     | 2010      |
| Tacuary FBC         | Paraguay | 2011      |
| Miramar Misiones    | Uruguay  | 2011-2012 |
| Plaza Colonia       | Uruguay  | 2013      |
| Plaza Colonia       | Uruguay  | 2016-2017 |